# .ps
.ps là tên miền quốc gia cấp cao nhất (ccTLD) của Nhà nước Palestine.
Vì việc đăng ký tên cấp 2 là không có giới hạn, nên có nhiều từ tiếng Anh kết thúc với -ps, nên có khả năng lách tên miền.
Việc đăng ký thực hiện thông qua nhà đăng ký được chứng nhận.